# Pelendava
Pelendava a fost vechea capitală a tribului dacic al pelilor.

## Cetate dacică
Toponimul Pelendava (Pelendova) este un cuvânt compus, cu prima componentă derivată din cuvântul indoeuropean prezumtiv *peled- „umed; a curge” (legat de așezarea în lunca Jiului) și a doua componentă fiind termenul dacic dava (sau deva) „așezare, sat, localitate”, din prezumtivul indoeuropean *dhe-u-a.

## Castru roman
La începutul secolului al II-lea romanii au construit la Pelendava un castru, întâi din valuri de pământ întărit (în timpul împăratului Traian), apoi din piatră și cărămidă (în timpul lui Hadrian). Datorită protecției castrului roman și a garnizoanei militare, Pelendava romană a cunoscut o viață înfloritoare.
Localitatea atestată documentar, în varianta Pelendova, pe harta numită Tabula Peutingeriana, o copie medievală a unei hărți romane executate în jurul anului 225 din inițiativa împăratului Caracalla.
Vestigiile Pelendavei se gasesc și azi în Craiova, cartierul Mofleni.
În pisania mănăstirii Coșuna se menționează că la construcția bisericii s-a folosit piatra (pentru temelie)  și cărămida castrului.